# Nita Naldi
Nita Naldi (Nueva York, 13 de noviembre de 1894 - Ibidem, 17 de febrero de 1961) fue una de las más exitosas actrices del cine mudo durante los años 1920.

## Inicios
Su nombre real era Mary Dooley. Nació en Nueva York en el seno de una familia trabajadora de origen irlandés e italiano. Empezó su carrera profesional en las Ziegfeld Follies, cambiando su apellido irlandés por el más exótico Naldi, como homenaje a una amistad de la juventud de apellido Rinaldi.

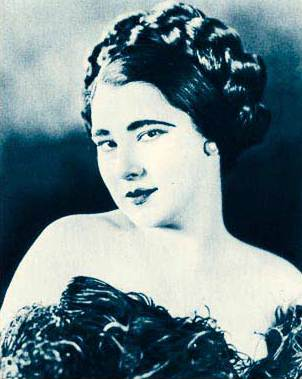
Nita Naldi en Stars of the Photoplay,1924

## Carrera
Descubierta en 1919 por el actor John Barrymore, Nita pronto conquistó Hollywood. Con su aspecto sensual y exótico, inmediatamente fue fotografiada para un contrato con la Paramount Pictures. 
Apareció en su primera película Dr. Jekyll and Mr. Hyde en 1920 a petición de Barrymore. Inicialmente, Nita fue a menudo elegida para papeles de mujer fatal. 
Su papel más memorable llegó trabajando con el ídolo italiano Rodolfo Valentino en el gran éxito de 1922 Sangre y Arena. El emparejamiento del abiertamente seductor dúo era tan atractivo para el público que Naldi fue coprotagonista en tres películas más de Valentino:The Hooded Falcon y A Sainted Devil (ambas en 1924), y Cobra en 1925. La prensa mencionaba a menudo a Naldi como la "Valentino femenina". Naldi hizo gran amistad con Valentino y protagonizaría el drama de 1925 What Price Beauty?, escrito por la mujer de Valentino, Natacha Rambova. Aunque la película fue duramente criticada, se hizo notoria por ser la primera en que trabajó la actriz Myrna Loy. 
En el momento cumbre de su carrera, Naldi apareció en colosal film épico de 1923 Los Diez Mandamientos, dirigida por Cecil B. DeMille. Nita Naldi también actuó en uno de los primeros trabajos del legendario director Alfred Hitchcock, The Mountain Eagle, en 1926.
A mediados de los años veinte Naldi actuó junto a populares actores de la época, como Leatrice Joy, Conrad Nagel, Maurice Costello, Rod La Rocque, Dorothy Gish, Norma Shearer y Bebe Daniels. Su última aparición en la pantalla tuvo lugar en la película austriaca de 1929 Pratermizzi, junto a la actriz checa Anny Ondra.

## Viajes
A finales de la década viajó a Europa y filmó varias películas antes de volver a Estados Unidos y trabajar en el teatro de Broadway, con las producciones de 1933 The Firebird y Queer People. Como tantas otras estrellas del cine mudo, con la llegada del cine sonoro su carrera decayó. En los últimos años veinte, con la llegada de la Gran Depresión, su aspecto vamp parecía pasado de moda a los espectadores. Nita eventualmente se retiró y se casó con Searle Barclay en 1929. El matrimonio duró hasta el fallecimiento de Barclay el 30 de enero de 1945. Naldi no volvió a casarse, y no tuvo hijos.

## Últimos años

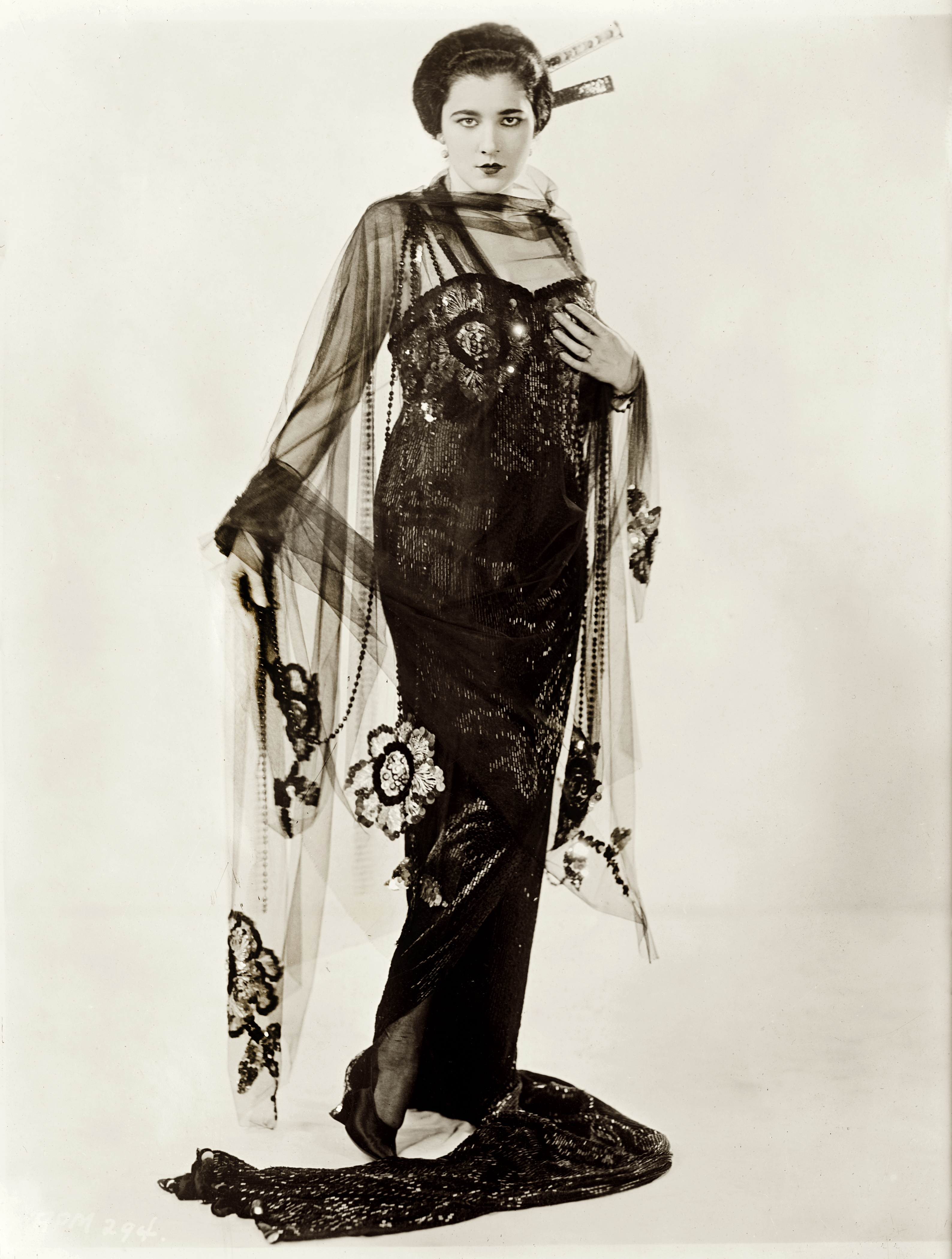
Naldi en 1923

Salió ocasionalmente de su retiro para aparecer en pequeños papeles en algunas películas, en televisión y en el teatro, su papel más notable fue la función de 1952 In Any Language, junto a la legendaria actriz teatral Uta Hagen.
Nita Naldi murió de un infarto agudo de miocardio en su domicilio de Nueva York a los 63 años de edad, y fue enterrada en el cementerio Calvary, en Queens, Nueva York.
Por su contribución a la industria cinematográfica, Nita Naldi fue galardonada con una estrella en el legendario Paseo de la Fama de Hollywood, en 6316 Hollywood Blvd.

## Filmografía
| - Dr. Jekyll and Mr. Hyde (1920) - Life (1920) - Common Sin (1920) - Last Door (1921) - Experience (1921) - Divorce of Convenience (1921) - Snitching Hour (1922) - Reported Missing (1922) - The Man from Beyond (1922) - For Your Daughter's Sake (1922) - Channing of the Northwest (1922) - Sangre y Arena (1922) - Anna Ascends (1922) - You Can't Fool Your Wife (1923) - Los Diez Mandamientos (1923) - Lawful Larceny (1923) - Hollywood (1923) | - The Glimpses of the Moon (1923) - A Sainted Devil (El Diablo Santificado) (1924) - Don't Call It Love (1924) - The Breaking Point (Su doble identidad) (1924) - El águila de la montaña (1925) - Marriage Whirl (1925) - Lady Who Lied (1925) - Cobra (1925) - Clothes Make the Pirate (1925) - The Unfair Sex (1926) - The Miracle of Life (1926) - Fear O'God (1926) - La Femme Nue (1926) - What Price Beauty? (1928) - The Model From Montmartre (1928) - La Maschera d'Oro (The Golden Mask) (1929) - You Can't Fool Your Wife (1940) |